# Vincent Wright
Vincent Wright (* 6. August 1937 in Whitehaven; † 8. Juli 1999 in Oxford) war ein britischer Politikwissenschaftler und Hochschullehrer.

## Leben und Wirken
Nach seinen Schulbesuch leistete Vincent Wright zunächst seinen Militärdienst bei der Royal Navy und studierte anschließend Politikwissenschaft an der London School of Economics and Political Science, wo er den Bachelorgrad erwarb. Anschließend arbeitete er an seiner Dissertation zu einem Thema aus der jüngeren französischen Geschichte; hierfür hielt er sich längere Zeit am Institut d'Études Politiques in Paris auf und stellte er eingehende Archivrecherchen im französischen Pau an. Seine Tätigkeit als Hochschullehrer begann 1965 an der University of Newcastle, anschließend war er ab 1970 als Dozent an der London School of Economics and Political Science tätig, wo er sich vor allem mit der Geschichte der französischen Verwaltung beschäftigte. Im Jahre 1977 begann seine Tätigkeit als Hochschullehrer an der Universität Oxford (Nuffield College). Gastprofessuren hatte er an der Universität Rennes (1979/1980), am Europäischen Hochschulinstitut Florenz (1980 bis 1982) und an der Cornell University (1988/89) inne.
Zusammen mit Gordon Smith gründete Wright 1977 die Zeitschrift "West European Politics". In seinen Veröffentlichungen beschäftigte sich Wright vor allem mit der jüngeren Verwaltungsgeschichte und dem politischen System Frankreichs. Sein mehrfach neu aufgelegtes Buch "The government and politics of France" wurde zu einem Standardwerk.
Im Jahre 1995 wurde er Mitglied der British Academy.

## Veröffentlichungen (Auswahl)
- Le Conseil d'Etat sous la Second Empire. Armand Colin, Paris 1972.
- (mit Bernard Le Clère): Les préfets du second Empire. Armand Collin, Paris 1973.
- (mit Frédéric Marx): Les universités britanniques. PUF, Paris 1973.
- The government and politics of France. Hutchinson, London 1978, ISBN 0-09-133311-3 (fortgeführt von Andrew Knapp, 5. Aufl. Routledge, London 2006, ISBN 0-415-35732-2).
- (Hrsg.): Conflict and consensus in France. Cass, London 1979.
- (Mitautor): Local government in Britain and France. Problems and prospects. Allen & Unwin, London 1979, ISBN 0-04-352081-2.
- (Hrsg.): Continuity and change in France. Allen & Unwin, London 1984, ISBN 0-04-354028-7.
- (mit Yves Mény): La crise de sidérurgie européenne 1974–1984. Presses Univ. de France, Paris 1985, ISBN 2-13-039240-7.
- (Hrsg.): Privatization in Western Europe. Pressures, problems, and paradoxes. Pinter, London 1994, ISBN 1-85567-246-4.
- (Hrsg., mit Wolfgang C. Müller): The state in Western Europe. Retreat or redefinition? Cass, Ilford 1994, ISBN 0-7146-4594-X.
- (Hrsg., mit Joachim Jens Hesse): Federalizing Europe? The costs, benefits, and preconditions of federal political systems. Oxford University Press, Oxford 1996, ISBN 0-19-827992-2.
- (Hrsg., mit  Luisa Perrotti): Privatization and public policy. Zwei Bände. Elgar, Cheltenham 2000, ISBN 1-85898-841-1.
- (mit Jack Hayward): Governing from the centre. Core executive coordination in France. Oxford University Press, Oxford 2002, ISBN 0-19-925601-2.

Außerdem zahlreiche Aufsätze in Fachzeitschriften und Sammelbänden.
Festschrift
- Sudhir Hazareesingh (Hrsg.): The Jacobin legacy in modern France. Essays in honour of Vincent Wright. Oxford University Press, New York 2002, ISBN 0-19-925646-2.